# شعر دفاع مقدس
شعر دفاع مقدس به مجموعه آثار ادبی شعری و منظوم با موضوع جنگ ایران و عراق می‌پردازد. این شاخه از هنر انقلاب اسلامی، با شروع جنگ تحمیلی و شکل گرفتن صحنه‌های حماسی و عاطفی فراوان پیرامون آن به وجود آمد.

## شاعران دفاع مقدس
برخی از شاعران و ادیبان عرصه دفاع مقدس به شرح زیرند:
- قیصر امین پور
- سیدحسن حسینی